# Francis Ford Coppola
Francis Ford Coppola (* 7. dubna 1939 Detroit, Michigan, USA) je americký filmový scenárista, režisér a producent. Je řazen k tzv. Novému Hollywoodu, v němž hlavní tvůrčí taktovku v americkém filmu převzali (načas) režiséři.
Proslavila ho třídílná mafiánská filmová sága Kmotr (The Godfather) podle románů Maria Puza, kterou natáčel v letech 1972–1990 a která mu vynesla pět Oscarů (jeden za režii, dva za film, tři za scénář) a tři Zlaté glóby (film, režie, scénář). Americký filmový institut v roce 2007 zařadil Kmotra na druhé místo v žebříčku nejlepších filmů všech dob.
Oscara také získal za scénář k filmu Patton z roku 1970, Zlatý glóbus za produkci snímku Americké nápisy na zdech (American Graffiti) z roku 1973 a za režii Apokalypsy (Apocalypse Now) z roku 1979, která se věnuje tématu vietnamské války, a která získala i Zlatou palmu v Cannes. V Cannes triumfoval i s thrillerem Rozhovor (The Conversation) z roku 1974.
K jeho známým snímkům patří krom toho například Cotton Club, kde se vrátil ke své oblíbené mafiánské tematice, nebo právnické drama Vyvolávač deště (The Rainmaker), natočené podle bestselleru Johna Grishama. Do pro něj nepříliš typického žánru komedie zabrousil například ve snímku Peggy Sue se vdává (Peggy Sue Got Married), založeném na oblíbené zápletce propadnutí se v čase a návratu na střední školu. Úspěšně zvládl ovšem třeba i klasický horor (Drákula), nebo muzikál – jeho Divotvorný hrnec (Finian's Rainbow) z roku 1968 zůstává v oblibě. Typické jsou pro něj snímky s tematikou pouličních gangů mladistvých (Ztracenci, Dravé ryby).
Pochází z italoamerické rodiny. Je bratrem herečky Talie Shireové a strýcem herce Nicolase Cage. Jeho dcera Sofia Coppola je úspěšnou herečkou, režisérkou a producentkou.
Vystudoval divadlo na Hofstra University a film na Kalifornské univerzitě v Los Angeles. Točit mu jako první umožnil producent Roger Corman, s velkými studii (Warnes Bros.) spolupracoval od roku 1968.
V roce 1997 založil literární časopis Zoetrope: All-Story, který si udržuje vysokou prestiž.

## Filmografie, výběr
- 1967 Odlesky ve zlatém oku (scénář)
- 1968 Divotvorný hrnec
- 1969 Patton (Oscar za scénář)
- 1970 THX 1138 (koproducent)
- 1972 Kmotr (scénář, Oscar za nejlepší film a scénář, nominace na Oscara za režii)
- 1973 Americké nápisy na zdech (koproducent)
- 1974 Velký Gatsby (scénář)
- 1974 Rozhovor (scénář a produkce; Zlatá palma na MFF v Cannes)
- 1974 Kmotr II (scénář a produkce; Oscar za scénář, režii a produkci)
- 1979 Apokalypsa (scénář a produkce, Zlatá palma na MFF v Cannes, nominace na Oscara za nejlepší film a režii, Zlatý glóbus za nejlepší režii + další ceny)
- 1979 Černý hřebec
- 1983 Návrat černého hřebce (koprodukce)
- 1984 Cotton Club (scénář)
- 1986 Peggy Sue se vdává
- 1987 Zahrady z kamene (koprodukce)
- 1990 Kmotr III (produkce, scénář)
- 1992 Dracula (koprodukce)
- 1993 Tajemná zahrada (vedoucí výroby)
- 1997 Vyvolávač deště (scénář)
- 2000 Apokalypsa Reux (zrestaurovaná, přepracovaná a doplněná režisérská verze filmu Apokalypsa)
- 2003 Ztraceno v překladu ( výkonný producent; režie Sofia Coppola)
- 2004 Kinsey (výkonný producent).
- 2007 Mládí bez mládí (režisér).